# موریس (جورجیا)
موریس (به انگلیسی: Morris) یک منطقهٔ مسکونی در ایالات متحده آمریکا است که در شهرستان کوئیتمن، جورجیا واقع شده‌است. موریس ۷۵٫۹ متر بالاتر از سطح دریا واقع شده‌است.